# Repertorium Specierum Novarum Regni Vegetabilis, Beihefte
Repertorium Specierum Novarum Regni Vegetabilis, Beihefte (abreviado Repert. Spec. Nov. Regni Veg. Beih.) fue una revista ilustrada con descripciones botánicas que fue editada en Brasil. Fueron publicados 131 números en los años 1911-1944, con el nombre de Repertorium Specierum Novarum Regni Vegetabilis. Centralblatt für Sammlung und Veroffentlichung von Einzeldiagnosen neuer Pflanzen. Beihefte. [Edited by Friedrich Fedde]. Berlin. Fue sustituida por Feddes Repertorium Specierum Novarum Regni Vegetabilis. Beiheft.